# Koninklijke Harmonie Sint-Jan (Herderen)
De Koninklijke Harmonie Sint-Jan is een  harmonie uit Herderen die is opgericht in 1898  en sinds 2000 onder leiding staat van Wilfried Theunissen.

## Geschiedenis

### 1900–1925
In 1902 stapten bestuur en muzikanten fier achter hun nieuwe vaandel op. Twee jaar later werd binnen de vereniging een toneelgroep 'De Kluchtvrienden' opgericht. Hun vertoningen leverden een belangrijke financiële bijdrage aan de fanfare. Het belang dat men aan deze groep hechtte wordt benadrukt met de publicatie van 'Fanfare en Toneelkring Sint Jan' in het Belgisch Staatsblad als de naam voor de in 1930 opgerichte Vzw. De jaren voor de Eerste Wereldoorlog waren gekenmerkt door een ongekende bloei, totdat in 1911 een politieke kwestie tussen de dorpspartijen rood en blauw de fanfare bijna op de knieën kreeg.
In 1914 brak een sombere tijd aan. Alle activiteiten dienden te worden stilgelegd tot na de bevrijding. Het was in 1919 dat de instrumenten terug vanonder het stof werden gehaald en alles in gereedheid werd gebracht voor de eerste optocht, het ophalen van de soldaten van de Eerste Wereldoorlog.

### 1925–1950
In 1925 neemt men voor de eerste maal deel aan een muziekwedstrijd in Hoeselt en werd er een eerste prijs in 4e afdeling behaald. Twee jaar later probeerde men dit resultaat te verbeteren, doch in Tongeren werd slechts een 2e prijs behaald weliswaar in 3e afdeling.
In 1926 schenkt de familie Marcel Peumans een perceel bouwgrond. Dankzij de inzet van de leden en de ganse bevolking van Herderen kon op 25 juni 1929 zaal 'Sint Jan' in gebruik genomen worden. Op 11 juli 1930 werd de opgerichte VZW gepubliceerd in het Belgische Staatsblad.
In 1939 staakten 31 muzikanten en 7 bestuursleden de activiteiten omwille van het nakende oorlogsgeweld. Toen op 10 mei 1940 de kerk gebombardeerd werd kon men de muziekzaal als kapel gebruiken.
In juni 1945 gaat men opnieuw van start. Ook de kerk is heropgebouwd en een omhaling op Pinkstermaandag brengt ondanks de ontbering, maar liefst 19.915 Bef. op.

### 1950–1975
Op 20 februari 1952 is aan de vereniging het predicaat Koninklijk verleend, terwijl men in 1960 overgaat tot oprichting van een trommelkorps. Vanaf 1961 wordt er aan verschillende wedstrijden deelgenomen, wat het niveau van de fanfare steeds hoger brengt. Enkele behaalde resultaten zijn: 

18 maart 1961 Genk 2e afdeling 1e prijs met onderscheiding. 2 juli 1961 Bree 2e afdeling 1e prijs met ere-penning en beker. 13 september 1961 Bree trommelkorps 1e prijs.
13 mei 1962 Overpelt 2e afdeling 1e prijs met ere-penning. 3 juni 1962 Zonhoven Uitmuntendheid 1e prijs. Het trommelkorps behaalde ook een 1e prijs.
In februari van dat jaar wordt de zaal volledig gerenoveerd en aangepast aan de normen van die tijd.
In 1963 wordt aan twee wedstrijden deelgenomen. In Hasselt behaald men de 1e prijs met grote onderscheiding in 1e afdeling, terwijl ook in Thorn (Nederland) eenzelfde succes behaald werd.
In 1964 wordt er aan drie tornooien deelgenomen, telkens in 1e afdeling. In Hechtel wordt een 1e prijs behaald, te Leut eenzelfde beloning maar met Zilveren Palmtak, terwijl men in Kleine-Spouwen promotie naar uitmuntendheid afdwingt.
In 1967 en 1968 waagt de fanfare zijn kans in de Uitmuntendheid. Zowel te Houthalen als te Leut wordt een eerste prijs weggekaapt.
In 1971 krijgt Herderen de eer om samen met de twee beste harmonieën en fanfares van beide Limburgen een cultuur uitwisseling te organiseren.
Wegens de vele deelnames aan festiviteiten was het vaandel dringend aan vervanging toe. In 1974 werd onze huidige drapeau plechtig gewijd.

### 1975–2000
In oktober 1977 werd deelgenomen aan het Bondsconcours te Leut in afdeling Uitmuntendheid. Hier werd 91.5% gehaald. Vanaf 1981 deden de eerste vrouwelijke muzikanten hun intrede.
In 1985 leverde een deelname aan het Bondsconcour te Hamont een 1e prijs met de Beker van Limburg op. Deze uitslag gaf recht op een deelname aan de Nationale Kampioenschappen te Leuven, waar ook een 1e prijs in de wacht werd gesleept, met maar liefst 91,75%.
Op 12 januari 1988 wordt het 1e nieuwjaarsconcert in de Sint-Janskerk georganiseerd. Het was geen overweldigend succes, maar het is ondertussen wel de aanzet geweest tot een door iedere muziekliefhebber gesmaakt concert. Omdat het aantal leden steeds bleef dalen werd op de Algemene Vergadering van 29 september datzelfde jaar beslist om het instrumentarium uit te breiden tot harmonie instrumenten. Dit bleek een goede beslissing omdat heden meer dan de helft van de muzikanten jonger dan 25 jaar is.

### 2000–2009
In het jaar 2000 is begonnen met de verbouwing van de zaal. Dit was nodig, niet alleen om aan de hedendaagse voorschriften te voldoen, maar ook omdat de inrichting door de jaren heen hun beste tijd heeft gehad. Op 24 augustus 2001 werd de zaal onder grote belangstelling opnieuw geopend. De jeugdharmonie heeft op 1 april 2005 voor het eerst deelgenomen aan het Europees muziekfestival voor de Jeugd te Neerpelt. Hier behaalden zij de eerste prijs Cum Laude (> 90%). Op 29 april 2007 namen zij weer deel aan dit evenement en haalden ze een eerste prijs Summa Cum Laude (> 98, 99% of 100%). Hierdoor kregen ze de eer om één werk (Ross Roy) te spelen op het het laureatenconcert achteraf. Op 3 mei 2009 hebben ze opnieuw aan het festival deelgenomen. In de hoogste reeks, de Wimpelreeks, behaalden ze een eerste prijs Cum Laude met een score van 97%.

### 2010–heden
In het jaar 2014 is er werk gemaakt van een opfrisbeurt aan de binnenkant van de zaal. De Werken hebben opnieuw een frisse en mooie zaal opgeleverd.
Op 19 oktober 2014 werd er deelgenomen aan de provinciale orkestwedstrijd afdeling Uitmuntendheid georganiseerd door Vlamo in Maaseik Hier werd de harmonie uitgeroepen tot provinciaal kampioen Harmonie in de categorie uitmuntendheid met een score van 88.33% . Hierdoor werd een ook een deelname aan het nationaal kampioenschap afgedwongen. Op 16 november werd deelgenomen aan de nationale wedstrijd in het Lemmensinstituut te Leuven.Ook hier werd de harmonie uitgeroepen tot nationaal kampioen harmonie in de categorie uitmuntendheid met een score van 90%